# Parc de Las Canteras
 (septembre 2022).
Le contenu est difficilement compréhensible vu les erreurs de traduction, qui sont peut-être dues à l'utilisation d'un logiciel de traduction automatique.
Le parc de Las Canteras est un parc urbain public situé à Puerto Real, en Andalousie, en Espagne. Le parc occupe un terrain de 25 hectares et est situé au nord du centre urbain de la ville puertorrealeña. Le parc se distingue par être la récupération d'une ancienne carrière pour l'extraction de pierre, qui a été repeuplée avec des espèces autochtones jusqu'à créer une forêt méditerranéenne artificielle

## Histoire
Le site du parc fut le site de colonies préhistoriques, et aussi de fours romains. Il se sait que dans le siècle XVI s'extrayait de la pierre ostionera qui fut utilisée dans la construction de nombreux édifications de la zone et aussi dans la Cathédrale de Séville. Après l'exploitation, le site a été abandonné pour être restauré en tant que jardin boisé, à tel point qu'il est difficile de distinguer que l'écosystème soit artificiel. On a la constance de qu'en 1882 le propriétaire, D. Pedro José de Paúl en permettait l'usage à celui qui voulait le visiter. En 1905 il se reçoit la nouvelle que la pinède veut être vendue et abattue, et c'est alors que la mairie entreprend une collecte parmi les citoyens pour acheter la propriété. Finallement, en août de 1909, la mairie achète la propriété par 25.000 pesetas et la remet à la population.

## Description

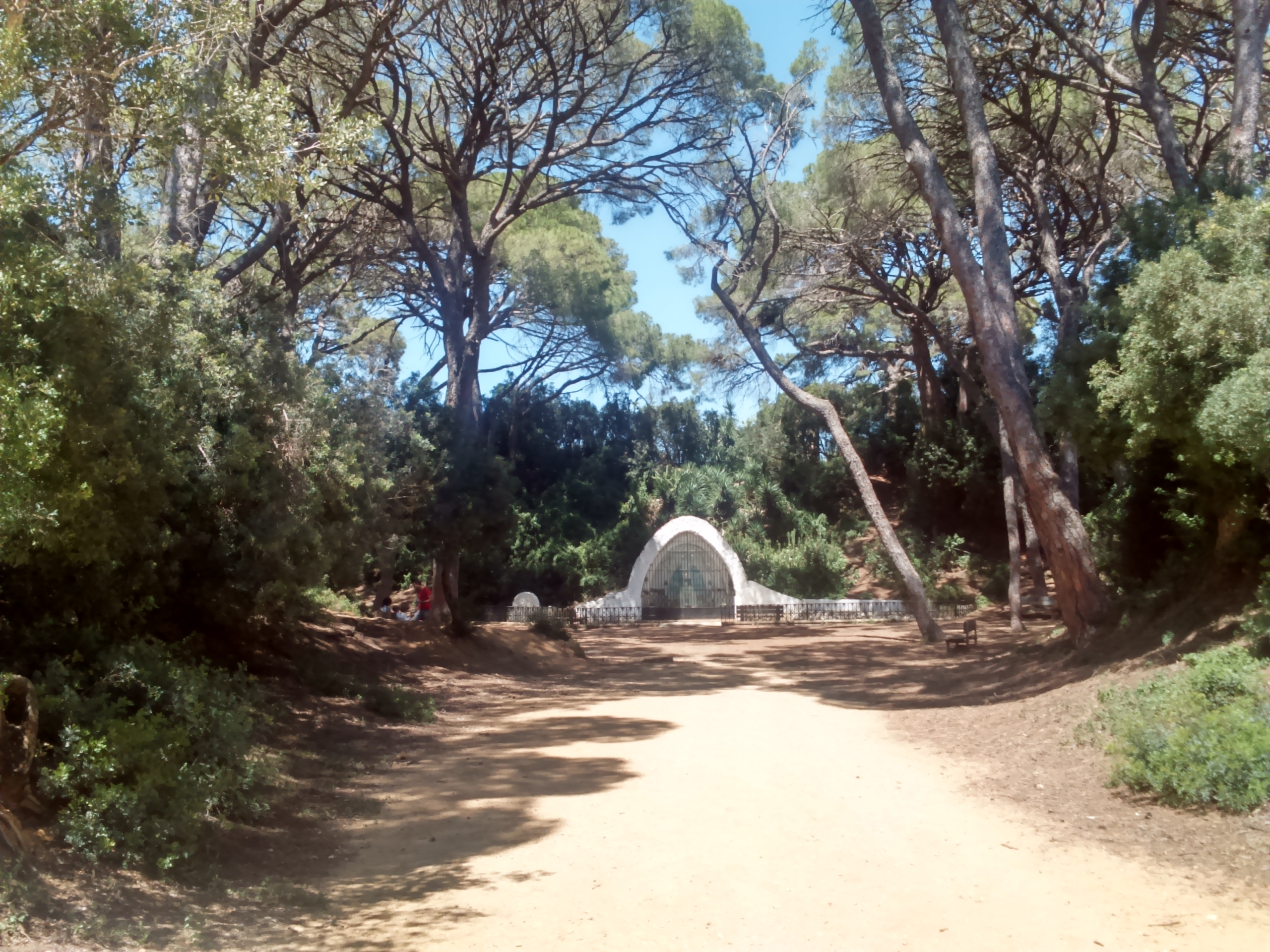
Vue de la Grotte de la Vierge de Lourdes

La forêt est composée par des pins pignons, d'oliviers et  de lentisques, tandis que le maquis abrite des espèces d'orchidées originaires de l'endroit.. Au centre du parc se trouve un autel dédié à l'adoration de la Vierge de Lourdes, patronne de la localité, à laquelle on attribue avoir accompli des miracles dans la région. Dans les points où il s'ouvre le bosquet, on lui dénomment "patios", en soulignant le Patio del Pozo et le Patio Alto.